# منطقة وسط الأناضول

منطقة وسط الأناضول (بالتركية:İç Anadolu Bölgesi) هي أحد الأقاليم التركية السبع وهي ثاني أكبر منطقة بعد منطقة الأناضول الشرقية وتبلغ مساحة الإقليم 151000 كم² وتمثل 21% من مساحة الأراضي التركية. ويعد إقليم وسط الأناضول من الأقاليم المتقدمة في تركيا نظرا لوقوع مدن اقتصادية وصناعية، على غرار العاصمة السياسية للجمهورية التركية أنقرة.

## التقسيم الادراي

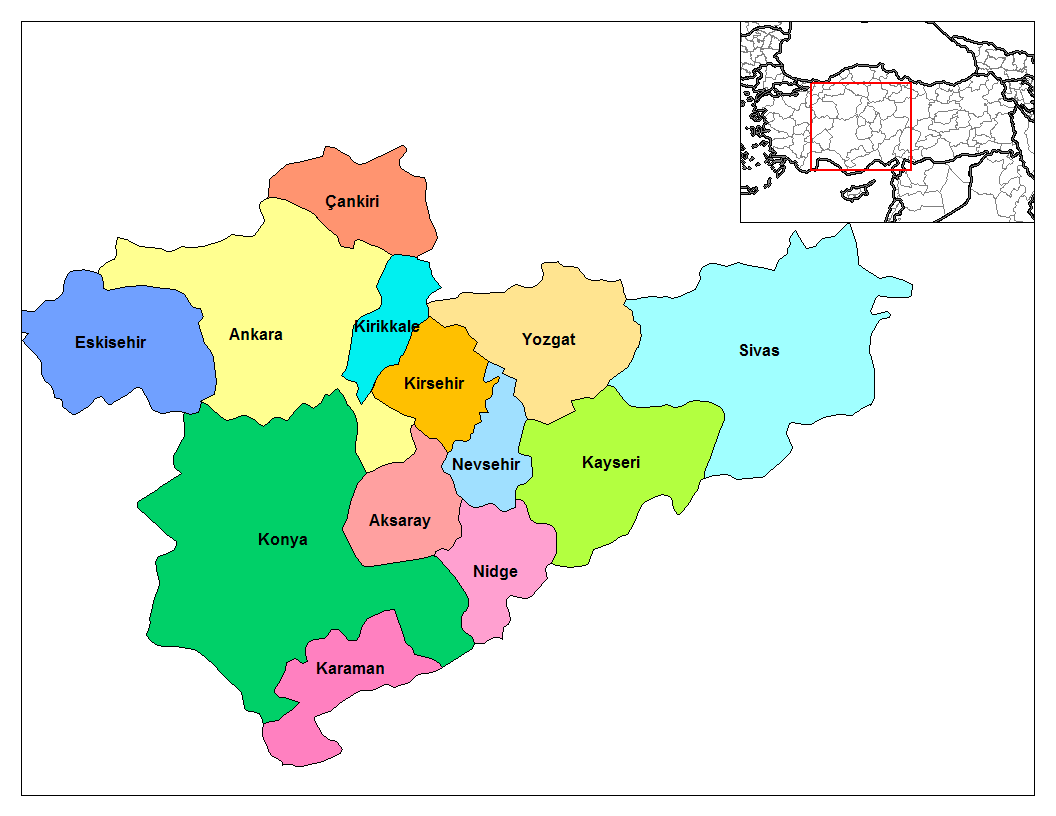

ينقسم إقليم وسط الأناضول إلى 13 مقاطعة وهم:
- أنقرة
- إسكيشهر
- قيصرية
- قونية
- سيواس
- كيركالي
- قيرشهر
- نوشهر
- نيدا
- آق سراي
- جانقري
- يوزغات
- كارامان

## المناخ
تتمتع منطقة وسط الأناضول بمناخ شبه قاري صيفا حار وجاف وبارد جدا شتاء. هذه المنطقة عادة تتميز بانخفاض معدل هطول الأمطار على مدار السنة.